# HD 148515
HD 148515，又名BD-07 4299，SAO 141195、HR 6137，是一颗恒星，视星等为6.48，位于銀經7.13，銀緯26.69，其B1900.0坐标为赤經16h 23m 24.6s，赤緯-7° 26.69′ 18″。